# 오비완 케노비 (드라마)
《오비완 케노비》(영어: Obi-Wan Kenobi)는 디즈니+에서 2022년 5월부터 6월까지 방영된 미국의 드라마이다. 조지 루카스의 《스타워즈》 세계관의 오비완 케노비를 주인공으로 한 작품이다. 2005년 영화 《스타워즈 에피소드 3: 시스의 복수》에서 10년 후가 배경이다.

## 출연진
- 이완 맥그리거 - 오비완 케노비 역
- 헤이든 크리스텐슨 - 다스 베이더, 아나킨 스카이워커 역
- 조엘 에저턴 - 오웬 라스 역
- 보니 피스 - 베루 화이트선 라스 역